# معركة خوطين (1621)
معركة خوطين أو هوتين (بالتركية: Hotin Muharebesi)‏،(مابين 2 أيلول-9 تشرين الأول 1621) نسبة إلى مدينة خوتين وهي مدينة صغيرة تقع في الغرب من أوكرانيا، يمر منها نهر دينستر الذي يفصل بين أوكرانيا ومولدوفا. وقعت أحداث المعركة بين بولندا والدولة العثمانية، حيث ترأس السلطان العثماني عثمان الثاني قيادة الجيش بنفسه، وانتهت المعركة بهزيمة جيشه ولكن الدولة العثمانية تمكنت من الاحتفاظ بالمدينة. وتشتهر المدينة بقلعتها المحصنة.